# 南部サーミ語
南部サーミ語（なんぶサーミご、南部サーミ語: Åarjelsaemien gïele、英: Southern Sami language）は、サーミ語のひとつで、最も南西部に位置する。

## 言語名別称
- Saami, South
- Southern Lapp